# Passeport colombien
Le passeport colombien (en espagnol : pasaporte colombiano) est un document de voyage international délivré aux ressortissants colombiens, et qui peut aussi servir de preuve de la citoyenneté colombienne.

## Liste des pays sans visa ou visa à l'arrivée

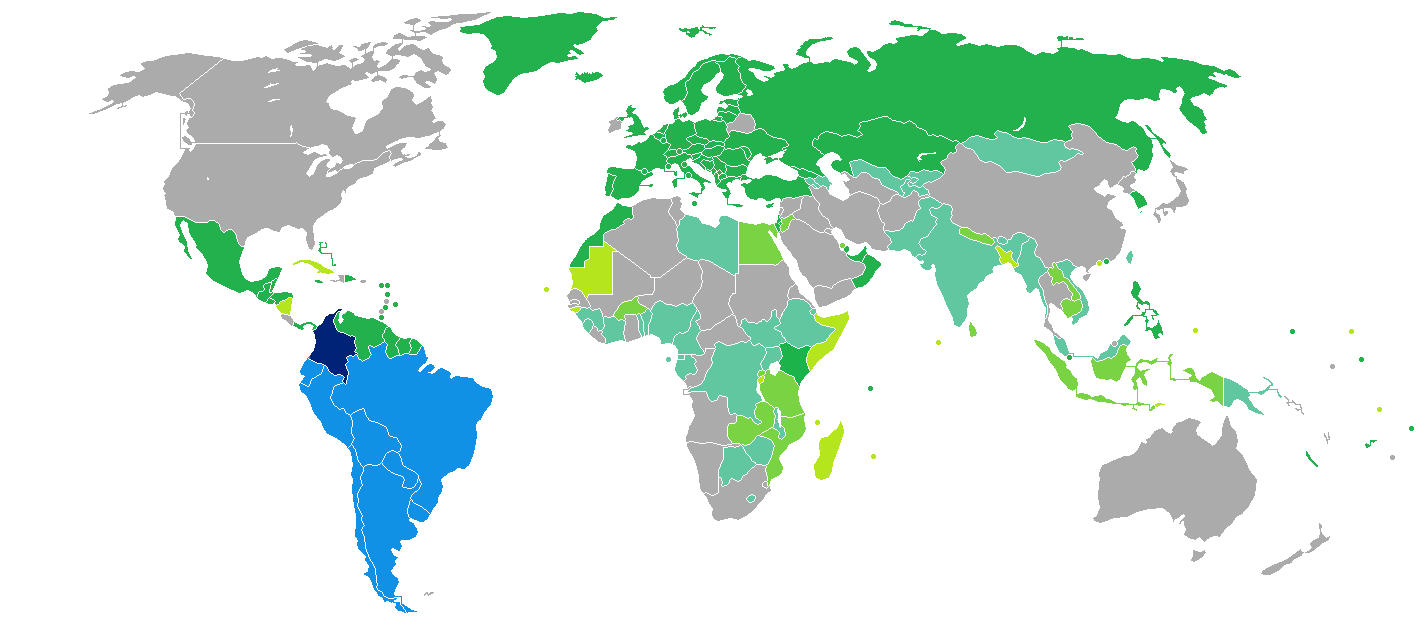
Colombie.
Pays n'exigeant pas de visa des ressortissants colombiens.
Pays avec visa à l'arrivée
Entrée avec carte d'identité